# Clematis repens
Clematis repens är en ranunkelväxtart som beskrevs av Achille Eugène Finet och Gagnep.. Clematis repens ingår i släktet klematisar, och familjen ranunkelväxter. Inga underarter finns listade i Catalogue of Life.